# Úherce (Lounyi járás)
Úherce település Csehországban, Lounyi járásban. Úherce Žerotín, Peruc, Panenský Týnec, Vrbno nad Lesy, Klobuky és Hořešovičky településekkel határos. Lakosainak száma 94 fő (2024. január 1.).

## Népesség
A település lakosságának változását az alábbi diagram mutatja:
| Lakosok száma | 291  | 291  | 265  | 165  | 101  | 58   | 78   | 81   | 87   | 94   |
|               | 1869 | 1890 | 1921 | 1950 | 1980 | 2001 | 2017 | 2019 | 2022 | 2024 |